# MLS Év csapata
Az amerikai labdarúgó-bajnokság (MLS) 1996-os rajtja óta minden évben megszavazzák az Év csapatát, azaz azt a 11 játékost, akik a szezon során a legkiemelkedőbb teljesítményt nyújtották. 
| szezon | kapus             | védők                                                         | középpályások                                                                                     | csatárok                                             |
| ------ | ----------------- | ------------------------------------------------------------- | ------------------------------------------------------------------------------------------------- | ---------------------------------------------------- |
| 1996   | Mark Dodd         | Leonel Alvarez John Doyle Robin Fraser                        | Mauricio Cienfuegos Roberto Donadoni Marco Etcheverry Preki Carlos Valderrama                     | Eduardo Hurtado Roy Lassiter                         |
| 1997   | Brad Friedel      | Jeff Agoos Thomas Dooley Richard Gough Eddie Pope             | Mark Chung Marco Etcheverry (2) Preki (2) Carlos Valderrama (2)                                   | Ronald Cerritos Jaime Moreno                         |
| 1998   | Zach Thornton     | Thomas Dooley (2) Robin Fraser (2) Lubos Kubik Eddie Pope (2) | Chris Armas Mauricio Cienfuegos (2) Marco Etcheverry (3) Peter Nowak                              | Stern John Cobi Jones                                |
| 1999   | Kevin Hartman     | Jeff Agoos (2) Robin Fraser (3) Lubos Kubik (2)               | Chris Armas (2) Mauricio Cienfuegos (2) Marco Etcheverry (4) Eddie Lewis Steve Ralston            | Jaime Moreno (2) Jason Kreis                         |
| 2000   | Tony Meola        | Robin Fraser (4) Greg Vanney Peter Vermes                     | Chris Armas (3) Peter Nowak (2) Steve Ralston (2) Hriszto Sztoicskov Carlos Valderrama (3)        | Mamadou Diallo Clint Mathis                          |
| 2001   | Tim Howard        | Jeff Agoos (3) Carlos Llamosa Pablo Mastroeni Greg Vanney (2) | Chris Armas (4) Peter Nowak (3) Preki (3)                                                         | Alex Pineda Chacón Diego Serna John Spencer          |
| 2002   | Tim Howard (2)    | Wade Barrett Carlos Bocanegra Alexi Lalas                     | Mark Chung (2) Ronnie Ekelund Óscar Pareja Steve Ralston (3)                                      | Jeff Cunningham Carlos Ruiz Taylor Twellman          |
| 2003   | Pat Onstad        | Carlos Bocanegra (2) Ryan Nelsen Eddie Pope (3)               | Chris Armas (5) DaMarcus Beasley Mark Chung (3) Landon Donovan Preki (4)                          | John Spencer (2) Ante Razov                          |
| 2004   | Joe Cannon        | Jimmy Conrad Robin Fraser (5) Ryan Nelsen (2) Eddie Pope (4)  | Eddie Gaven Amado Guevara Ronnie O'Brien Kerry Zavagnin                                           | Brian Ching Jaime Moreno (3)                         |
| 2005   | Pat Onstad (2)    | Chris Albright Danny Califf Jimmy Conrad (2)                  | Clint Dempsey Dwayne De Rosario Christian Gómez Shalrie Joseph Ronnie O'Brien (2)                 | Jaime Moreno (4) Taylor Twellman (2)                 |
| 2006   | Troy Perkins      | Bobby Boswell Jose Burciaga Jr. Jimmy Conrad (3)              | Ricardo Clark Clint Dempsey (2) Dwayne De Rosario (2) Christian Gómez (2) Justin Mapp             | Jeff Cunningham (2) Jaime Moreno (5)                 |
| 2007   | Brad Guzan        | Jonathan Bornstein Michael Parkhurst Eddie Robinson           | Guillermo Barros Schelotto Shalrie Joseph (2) Dwayne De Rosario (3) Christian Gómez (3) Ben Olsen | Juan Pablo Angel Luciano Emilio                      |
| 2008   | Jon Busch         | Chad Marshall Bakary Soumare Jimmy Conrad (4)                 | Guillermo Barros Schelotto (2) Cuauhtémoc Blanco Robbie Rogers Sacha Kljestan Shalrie Joseph (3)  | Landon Donovan (2) Kenny Cooper                      |
| 2009   | Zach Thornton (2) | Geoff Cameron Chad Marshall (2) Wilman Conde                  | Dwayne DeRosario (4) Shalrie Joseph (4) Landon Donovan (3) Stuart Holden Fredrik Ljungberg        | Conor Casey Jeff Cunningham (3)                      |
| 2010   | Donovan Ricketts  | Nat Borchers Omar Gonzalez Jámison Olave                      | Dwayne DeRosario (5) Landon Donovan (4) David Ferreira Sébastien Le Toux, Javier Morales          | Edson Buddle Chris Wondolowski                       |
| 2011   | Kasey Keller      | Todd Dunivant Omar Gonzalez (2) Jámison Olave (2)             | Dwayne DeRosario (6) David Beckham Landon Donovan (5) Bradley Davis Brek Shea                     | Thierry Henry Chris Wondolowski (2)                  |
| 2012   | Jimmy Nielsen     | Victor Bernárdez Matt Besler Aurélien Collin                  | Osvaldo Alonso Landon Donovan (6) Chris Pontius Graham Zusi                                       | Thierry Henry (2) Chris Wondolowski (3) Robbie Keane |

Legtöbb szereplés:
- Dwayne DeRosario 6
- Landon Donovan 6
- Robin Fraser 5
- Chris Armas  5
- Jaime Moreno 5